# スズメバチ
スズメバチ（雀蜂、胡蜂）は、ハチ目スズメバチ科に属する昆虫のうち、スズメバチ亜科（Vespinae）に属するものの総称である。

## 概要
スズメバチ亜科はハチの中でも比較的大型の種が多く、性質はおおむね攻撃性が高い。1匹の女王蜂を中心とした大きな社会を形成し、その防衛のために大型動物をも襲撃する。また凶暴かつ好戦的で積極的に刺してくることも多いことで知られるが、これは巣を守るためで、何もせずとも襲ってくるように見えるのは、人間が巣の近くにいることに気付かないためである。スズメバチ亜科は4属67種が知られ、日本にはスズメバチ属7種、クロスズメバチ属5種、ホオナガスズメバチ属4種の合計3属16種が生息する。医学博士の小川原辰雄によると2019年の野生動物が原因となる日本人の死因の首位はスズメバチによるものとなっている。
スズメバチは、狩りバチの仲間から進化したと見られており、ドロバチやアシナガバチとともにスズメバチ科に属する。そのスズメバチ科はアリ科、ミツバチ科と同じハチ目に含まれている。なお、昔の分類ではスズメバチ上科の下にハナドロバチ科、ドロバチ科、スズメバチ科を置くことも多く、この3科の中ではスズメバチ科のみが社会生活を行う:38。
スズメバチはミツバチと並び、最も社会性を発達させたハチであり、数万もの育室を有する大きな巣を作る種もある。アシナガバチ等と違い、雄バチは全く働かず、女王蜂が健在の間は他の蜂は一切産卵しない。女王蜂を失った集団では、働き蜂による産卵も行われるが、生まれるハチは全て雄で、巣は遠からず廃絶する。
スズメバチは旧ローラシア大陸で誕生、進化しユーラシア大陸、北アメリカ大陸、アフリカ大陸北部に広く分布している。分布の中心は東南アジアにあり、オオスズメバチやヤミスズメバチ等多様な種が生息している。旧ゴンドワナ大陸であるオセアニアと南アメリカにはもともと野生のスズメバチはいなかったが、現在ではオセアニアや南アメリカでも人為的に侵入したスズメバチが生息地域を広げている。

## 名前
「スズメバチ」の名は、その大きさが「雀ほどもある」または「巣の模様が雀の模様に似ている」ことに由来する。また、地方によりスズメバチを指して「くまんばち」と呼ばれるため、同じく地方によって「くまんばち」と呼ばれるクマバチ（Carpenter bees） が、しばしばスズメバチと混同されることがある。この両者は分類上も攻撃性も全く異なる。また、「かめばち」（巣の形より）などの名がある。また台湾語では、体と頭部の色のため、「虎頭蜂」と呼ばれている。
インド・ヨーロッパ祖語に由来する語ではスズメバチを意味する単語は共通の語源に由来している。ラテン語の「vespa（ベスパ）」やリトアニア語の「vapsva」を始めとして、オランダ語の「wesp」、ドイツ語の「Wespe」、英語の「wasp（ワスプ）」、スペイン語の「avispa（アビスパ）」 などはスズメバチを意味する語である。ただし、英称ではスズメバチだけでなく、ジガバチなどを含んだ攻撃的な狩りをするハチ類を指す語である。
英語でスズメバチを指すもう一つの言葉である「hornet（ホーネット）」は中世には「harnette」、「hernet」、古英語では「hyrnet」などと綴られ、ラテン語の「crabro」、「onis」などと関連する。なお、この語もスズメバチ以外にクマバチを指す。

## 食性

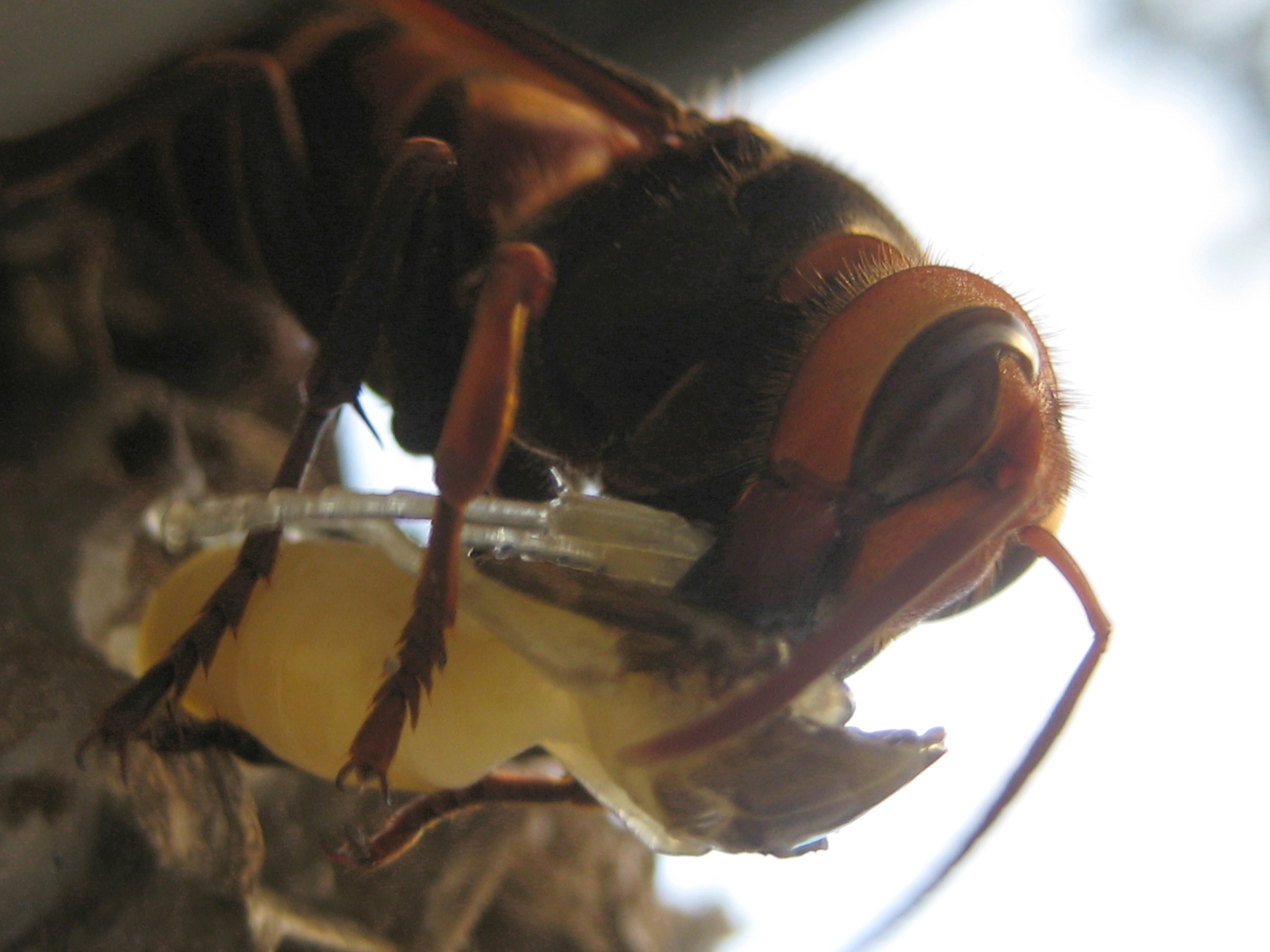
アシナガバチの巣を襲いさなぎを引き抜くヒメスズメバチ

成虫の餌は、主として終齢幼虫の巨大に発達した唾液腺から分泌される栄養液である。この液には5-20パーセントの糖分、1.3-1.8パーセントの可溶性タンパク質が含まれており、この点では人乳の組成に近い。この栄養液の不足分や終齢幼虫がまだ育っていない時期には糖質を多く含む花蜜、樹液などを摂取している。エサが不足すると、幼虫を臨時の食糧とすることもある:179。また、成虫同士で口移しで体内のエサのやり取りをすることもあり、狩りの際の重要なエネルギー源となっている:184。
また、秋には担子菌類のキノコの一種であるシラタマタケの子実体内部の胞子を含んだ液化部分（グレバ）を好んで摂取する。これは終齢幼虫減少期における炭水化物もしくは蛋白質源として重要な餌となっていると考えられている。
幼虫の餌は種類により違いはあるが、基本的には他の昆虫類であり、成虫が捕獲した昆虫などの小動物や、場合によっては新鮮な脊椎動物の死体から筋肉の多い部分を切り取ってかみ砕き、肉団子にして与えることが多い。ただし後述するように、アシナガバチのさなぎ・幼虫専食のヒメスズメバチでは肉団子ではなく、獲物をかみ砕いて体液を素嚢（そのう）にため、それを幼虫に与える。成虫は幼虫からの口移しにより、栄養分を摂取する。
オオスズメバチは、捕獲する昆虫が減少し、また大量の雄蜂と新女王蜂を養育しなければならない秋口には攻撃性が非常に高まり、スズメバチ類としては例外的に、集団でミツバチやキイロスズメバチといった巨大なコロニーを形成する社会性の蜂の巣を襲撃する。
オオスズメバチがニホンミツバチ (Apis cerana) の巣を襲撃した場合、集団攻撃前に蜂球によって撃退されなければ、巣を占拠出来る。この種に対抗する術をほとんど持たないセイヨウミツバチ (A. mellifera) の場合は攻防の関係は一方的で、養蜂家による庇護がなければ必ずといっていいほど全滅を余儀なくされる（数十匹ほどのオオスズメバチがいれば4万匹のセイヨウミツバチを2時間ほどで全滅させられる）。このことが、飼育群からの分蜂による野生化が毎年あちこちで発生しているにもかかわらず、セイヨウミツバチが日本で勢力拡大するのを防ぐ要因になっている。実際、オオスズメバチの生息しない小笠原諸島ではセイヨウミツバチの野生化群が増加し、在来のハナバチ類を圧迫して減少させていることが確認されており、これらのハナバチ類と共進化して受粉を依存している固有植物への悪影響が懸念されている。
キイロスズメバチもオオスズメバチと同様にニホンミツバチなどの巣を襲撃する。主に帰巣する個体や集団から偶然離れた個体を狙って巣の周囲を滞空飛行していることが多い。このような巣では、ニホンミツバチが巣口周辺に多数集まって警戒態勢をとり、キイロスズメバチがおよそ15cm以内に近づくと、最も近くの個体を始点として、腹部をそり上げながら翅を震わすウェーブが起こり、集団全体がブーン、ブーンという断続的な羽音をたてる。このような大集団のすぐ近くでの狩りは、キイロスズメバチにとっても大変危険なものであるため、必要以上に集団に近づかないよう非常に注意深く行動するのが観察される。首尾よく働き蜂を捕獲出来ると、次の瞬間には獲物を抱えたまま非常な速さでその場を飛び去り、高い木の枝など、集団から十分に離れた場所まで運んでから改めて噛み砕く。逆に、ほんのわずかでも捕獲に手間取った場合には、それに気付いたニホンミツバチの集団に一斉に襲いかかられ、蜂球の内部で蒸し殺されてしまうことも多い。
クロスズメバチは生きた昆虫だけでなく、カエルやヘビ、さらには人間が食べる焼魚やゆで卵も巣に持ち帰ることが知られている:160。

ニホンミツバチの巣を襲うキイロスズメバチと、防衛するニホンミツバチ
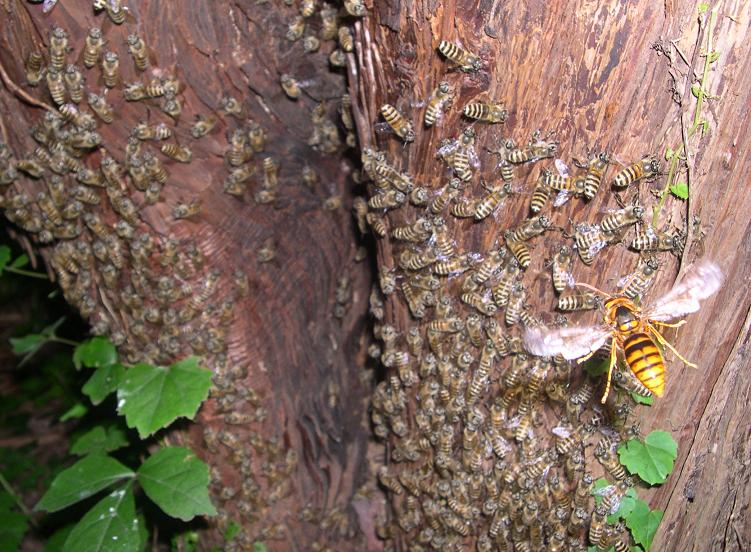
(1) 巣口周辺を飛び回るキイロスズメバチと腹部を反り上げ翅を震わせるニホンミツバチ。
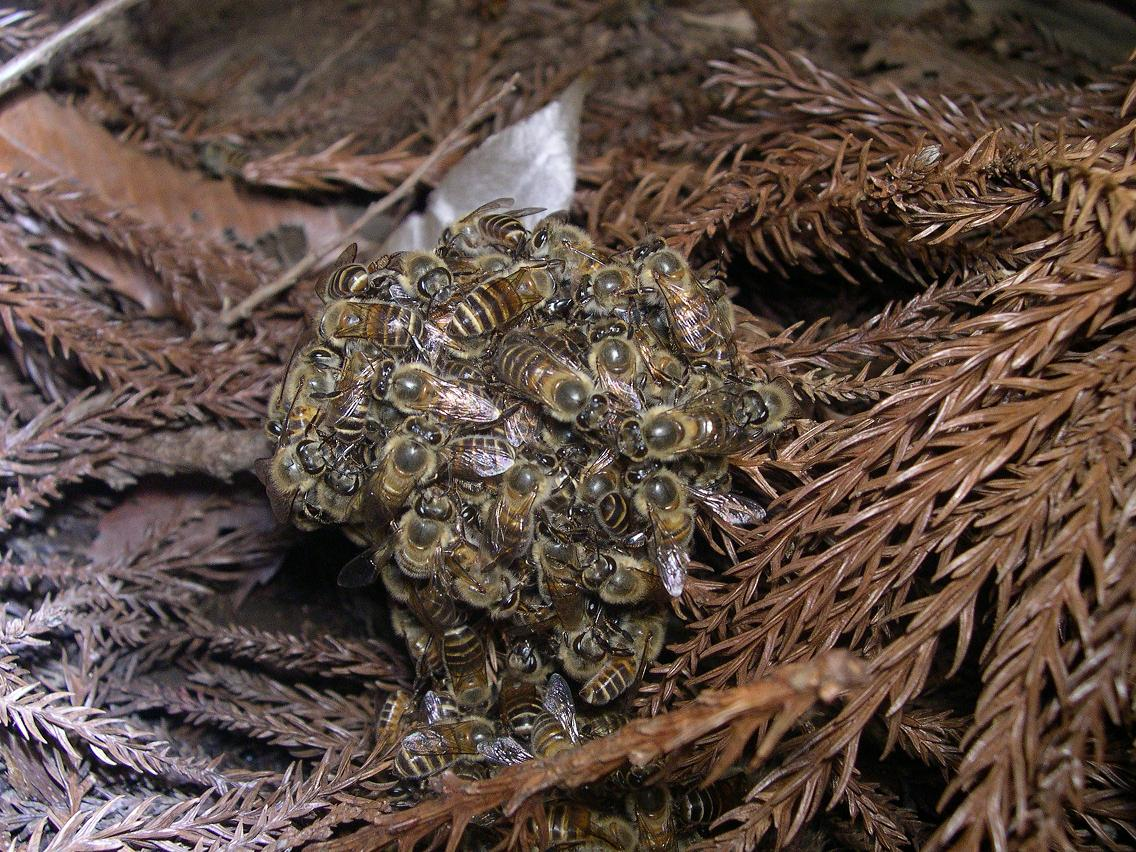
(2) ニホンミツバチによる蜂球。中では2匹のキイロスズメバチが蒸されている。
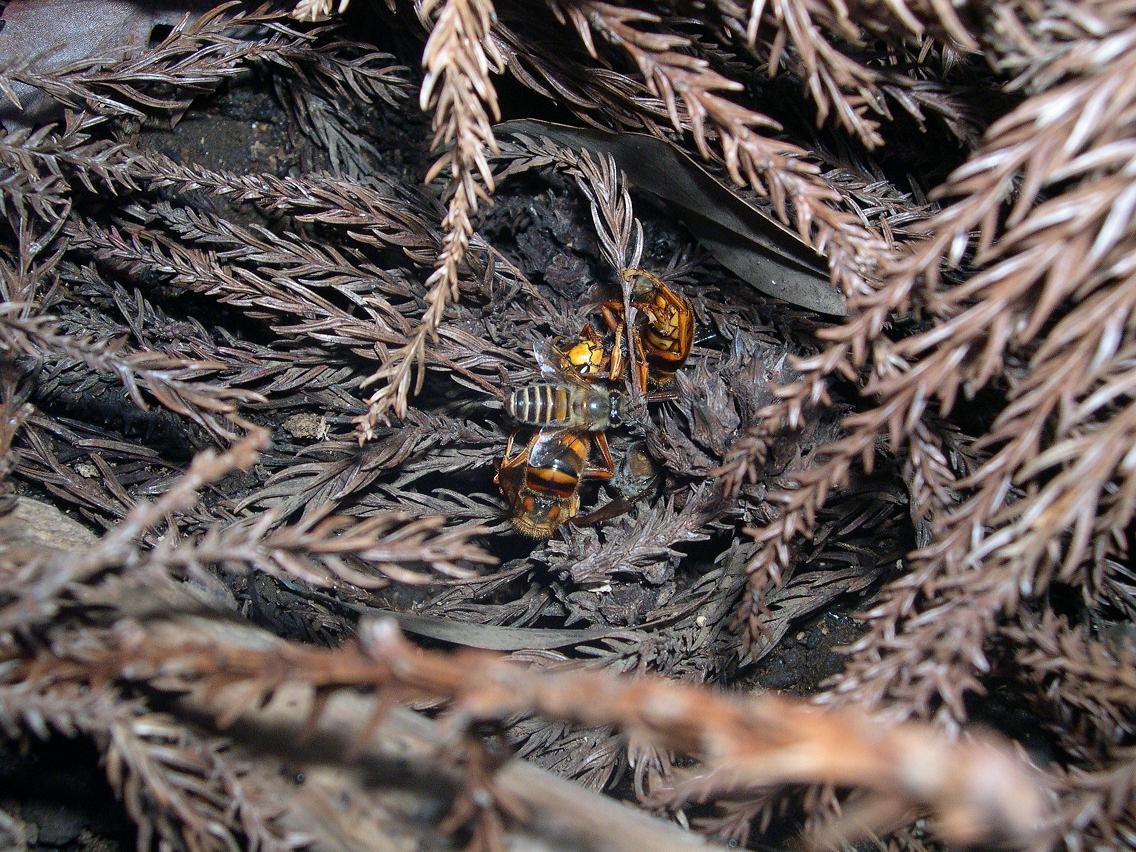
(3) 約1時間後の(2)と同じ場所。蜂球は解体され、蒸し殺されたキイロスズメバチの遺骸が見えている。

## 天敵、捕食者および競合者
スズメバチの天敵は捕食者として人間の他に猛禽類が挙げられる。またスズメバチを捕食する昆虫にオオカマキリ、クモ等があるが、これらの昆虫との関係については、捕食／被食双方の記録が存在する。
ただし、スズメバチが捕食されるケースは少なく、自然下においてその場面を目撃する例は稀である。
スズメバチが樹液に集まる際には、捕食関係ではないものの、小型の甲虫（カナブン、コクワガタ等）に対しては攻撃を行う一方で、大型の甲虫（クワガタムシ、カブトムシ、カミキリムシ等）に対しては、反撃を受け殺傷される危険もあり、スズメバチの側から接近する例は少ない。とくにカブトムシの活動が全盛となる7月〜8月には、餌場を追い立てられ、好位置を独占される場面が見られた。昼間はカブトムシの脚をスズメバチが狙ってくるために、カブトムシは夜に活動を強いられたと分析された。また、大型甲虫以外にスズメバチを追い払う昆虫にオオムラサキがある。オオムラサキは樹液に集まるため、スズメバチ類と餌場争いをするが、気性の激しいオスは羽を広げてスズメバチを追い立てることが知られている。
本種に寄生する生物として菌類、線虫などがある。生活史を通してみると、捕食寄生者が多い昆虫には珍しい寄生虫であるネジレバネ（スズメバチネジレバネ）等がある。ネジレバネに寄生された働きバチはやや長生きして冬を越すようになり、むしろネジレバネに合わせた生活史をとるようになる。
幼虫の寄生者としてはカギバラバチ科のハチが挙げられる。カギバラバチは葉に卵を産み、それを蛾などの幼虫が食べ、さらにそれがスズメバチの巣に持ち帰られて幼虫のエサとなり、寄生が始まる。オオハナノミ科の甲虫にもこの習性がある。
スズメバチ類の巣にはしばしばベッコウハナアブ類の幼虫が寄生し、営巣盛期には排泄物や巣の下部に廃棄された成虫や幼虫の死体を摂食している。アリもまた天敵であり、特に営巣初期で働きバチの個体数が少ないときに襲われると巣を放棄することもある。そのため、数匹の女王バチが共同で営巣を始めることもある:58。
メイガの仲間（メイガ科シマメイガ亜科）のうち，ギンモンシマメイガ Pyralis regalis とモモイロシマメイガ Hypsopygia mauritialis がスズメバチの巣に寄生する。
鷹の一種であるハチクマは、スズメバチの巣を攻撃し、巣盤を持ち帰り、幼虫とさなぎをひな鳥の餌としている。ハチクマの攻撃を受けたスズメバチは、クモの子を散らすように逃げ惑い、毒針を用いた防御行動を起こさないという（ハチクマの羽毛越しには針が届かず、攻撃が効かない）。
ヒトは、スズメバチを巣ごと駆除したり、食用として幼虫やさなぎや成虫を採集する。
また、同じスズメバチ類の中でも捕食―被食の関係がある。オオスズメバチは生殖個体である雄蜂や、養育期には他のスズメバチの巣を頻繁に攻撃する。また、チャイロスズメバチはキイロスズメバチ等の初期段階のコロニーを襲撃して乗っ取る社会寄生を行う。

### スズメバチの天敵
1. 巣の外で成虫を捕食する
オオカマキリ、クモなど
2. 成虫に寄生する
ネジレバネ、センチュウなど
3. 巣の中で幼虫や蛹に寄生したりする
カギバラバチ、ベッコウハナアブ、メイガなど

## 生活史
性別や女王蜂、働き蜂の決定は基本的にはミツバチと同じようなものである。ハチ目の共通の性質として未受精卵はオス蜂に、受精卵はメス蜂になる。従って、女王蜂が精嚢から精子を取り出す、もしくは取り出さないによって性別を決定している。働きバチはすべて雌である。
また、女王蜂になる卵と働き蜂になる卵は同じで、幼虫時代に食べさせられた餌によって地位が決定される。
女王蜂は8-12月頃に羽化すると（種により差がある:54）、終齢幼虫から栄養液を十分摂取した後に巣を離れる。雄蜂と交尾した後は一切摂食せず、朽木などに越冬室を掘り、その中で冬眠に入る。
翌年の春、冬眠から覚めた女王蜂は営巣を開始する。巣材収集や幼虫の餌の狩猟は主に働き蜂の役割であるが、働き蜂が誕生するまでは女王蜂が単独で行い、また働き蜂誕生後もある程度の規模に巣が大きくなるまでは、働き蜂らと共に巣の維持や狩猟をこなす。
働き蜂は7月頃から羽化を始め、9月から10月にかけて集団の個体数が最大になる。種や気候によっても異なるが、例えばオオスズメバチでは一つの巣で数百匹規模にまで増える。働き蜂の個体数が最大になる少し前から、次世代女王蜂候補の育成が始まる:36。なお、巣の女王蜂が死ぬと働き蜂が代わりに産卵するようになるが、働き蜂は未受精なのでオスしか生まれず、オスは働き蜂にならないためコロニーは遠からず滅びる:196。次世代女王蜂候補は結婚のため巣を離れるまで働かないのが基本だが、働き蜂が減少すると、働き蜂として働き始める。この場合、女王として蓄えた脂肪を消費してしまうため、オスが交尾しようとしなくなり、女王となることはなくなる:208。
雄蜂は次世代女王蜂候補より少し早い9-11月頃に生まれる。雄蜂は子孫を残すためだけの存在であり、全く働かない。ただし、同じスズメバチ上科のアシナガバチの仲間では幼虫に餌を運ぶ等の行動が痕跡的にだが見られることがある。
繁殖期になると若い女王蜂候補が巣から飛び立ち、雄蜂も交尾のために一斉にその後を追う。大半は捕食されるか力尽き、交尾に成功するのはこの中のごく一部である。無事に交尾に成功したオスも間もなく死亡し短い生涯を終える。
元の女王蜂はほとんどの場合女王蜂候補の巣立ち前に死に、働き蜂と雄蜂は基本的には越冬しない。つまり、越冬するのは女王蜂候補のみである。女王蜂候補は朽木の中などで越冬する:42。例外としてネジレバネの寄生した働き蜂は、労務に加担せず、越冬も行う。

## 巣の構造

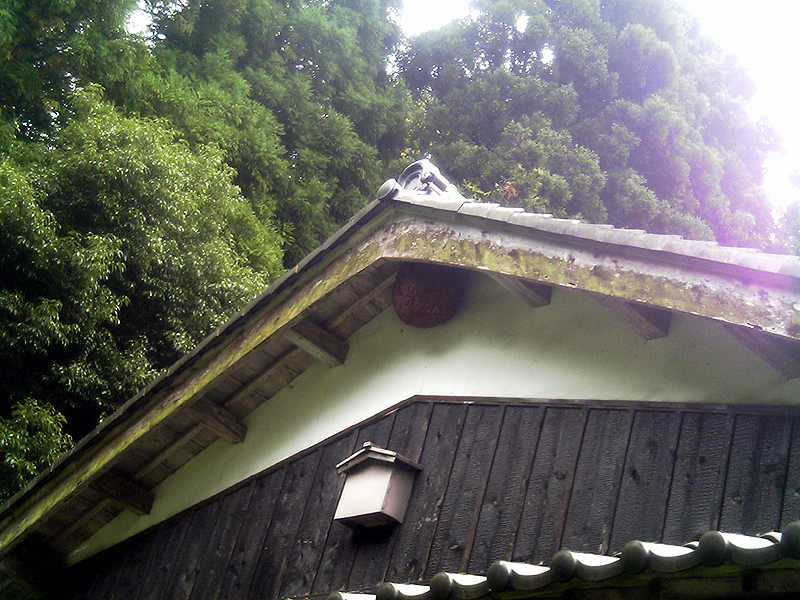
民家の梁に営巣するキイロスズメバチ

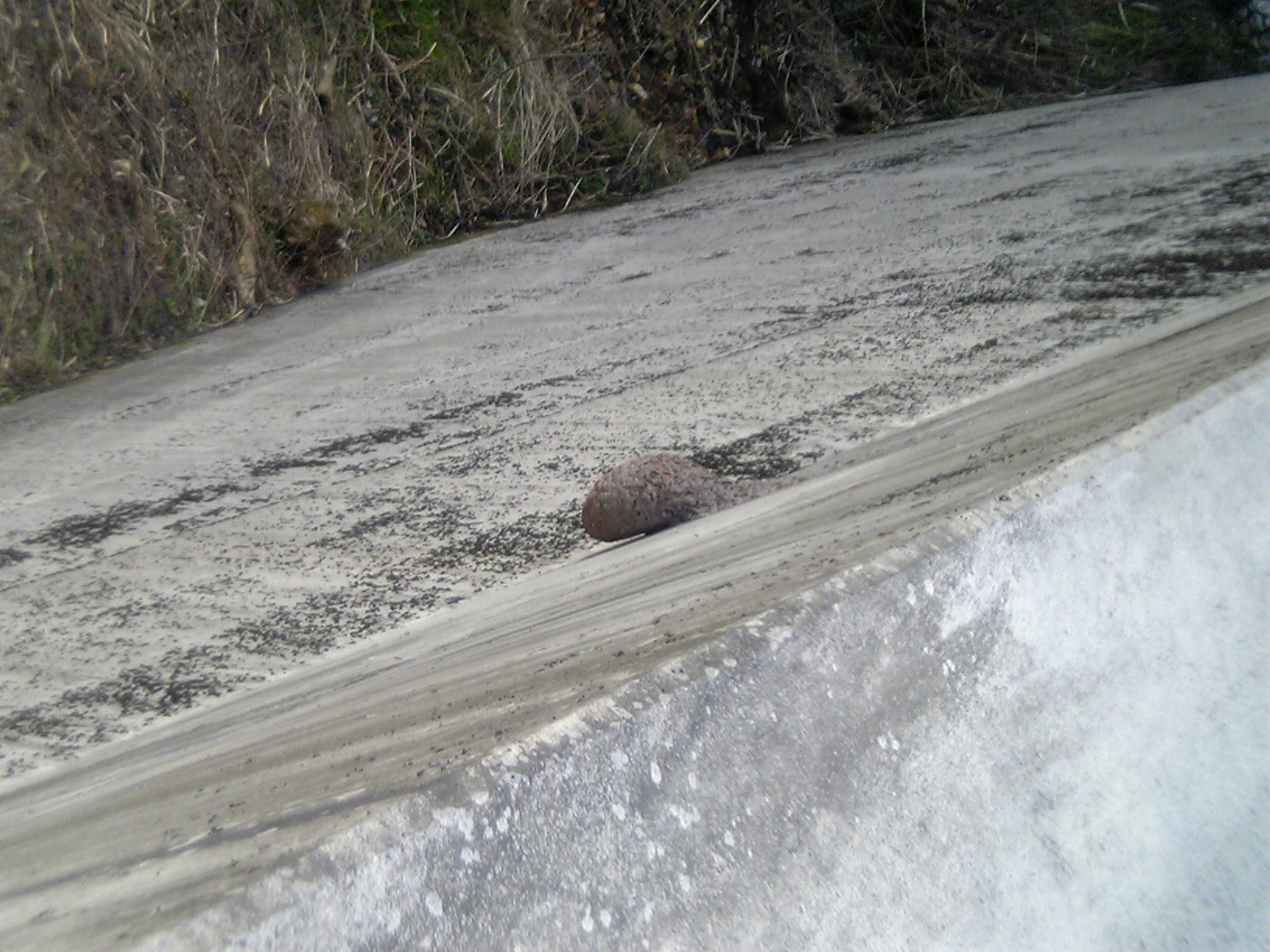
雨ざらしの砂防ダム壁面に営巣した変わった例

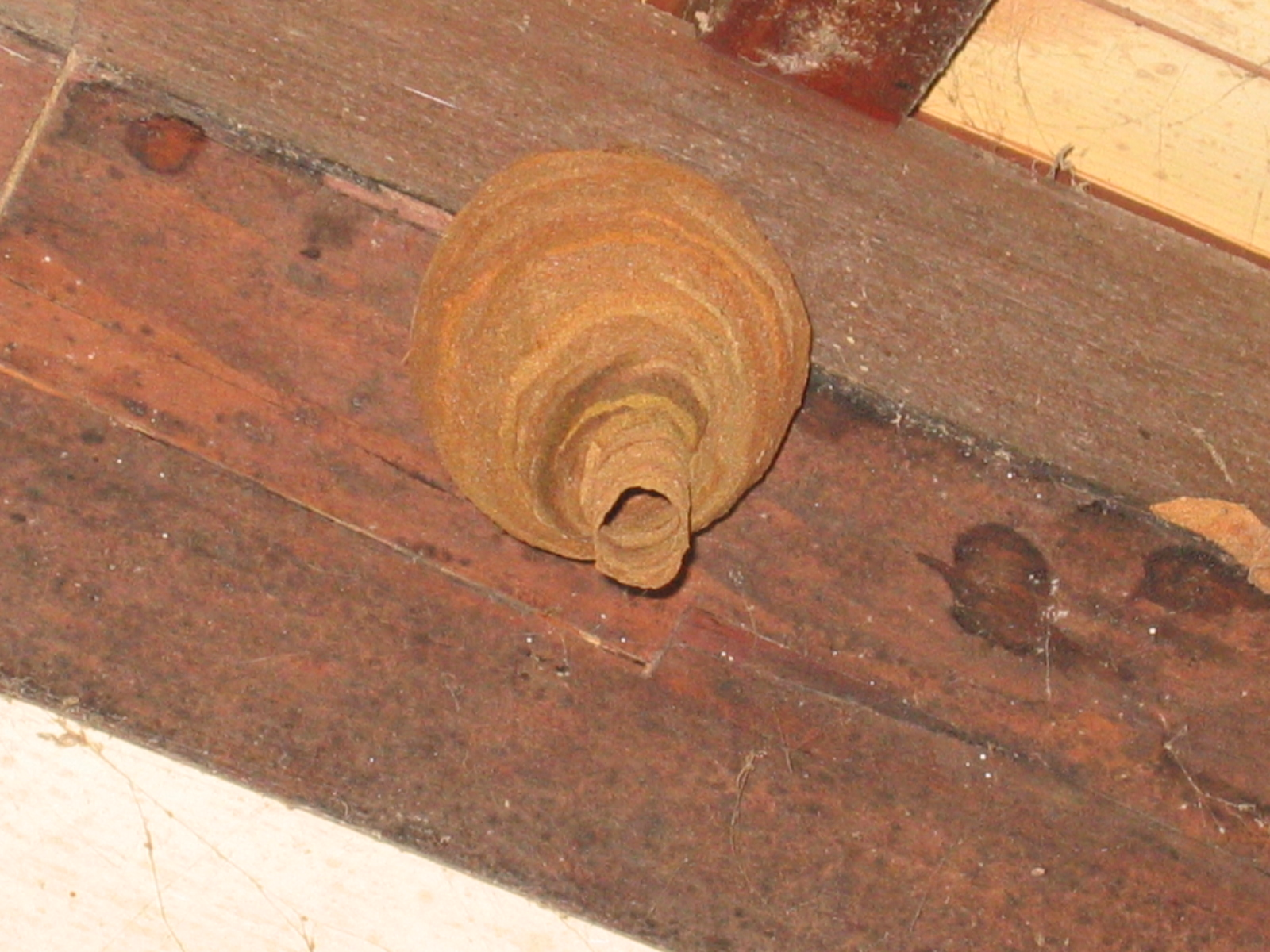
コガタスズメバチの初期巣

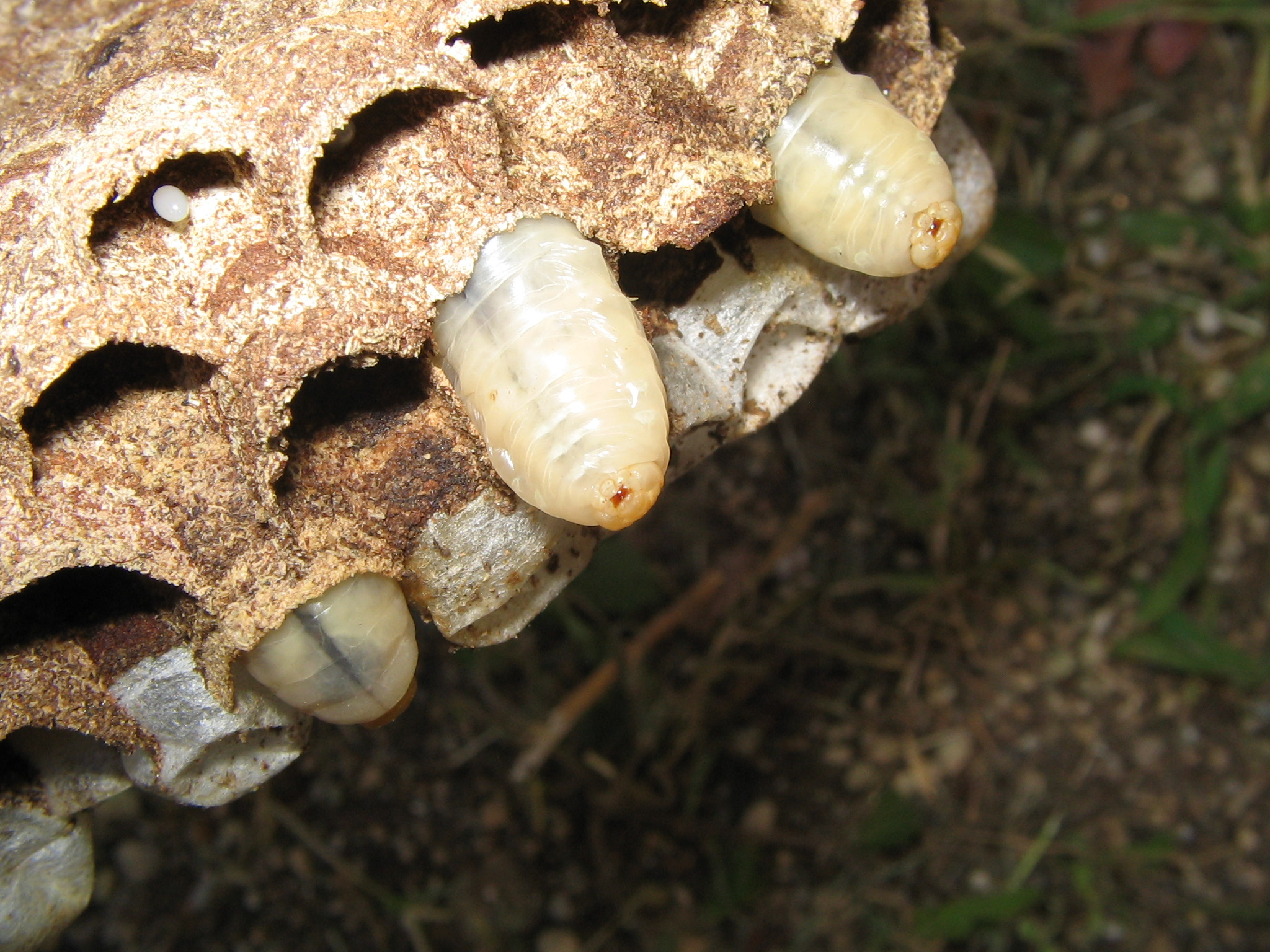
蜂の巣と幼虫

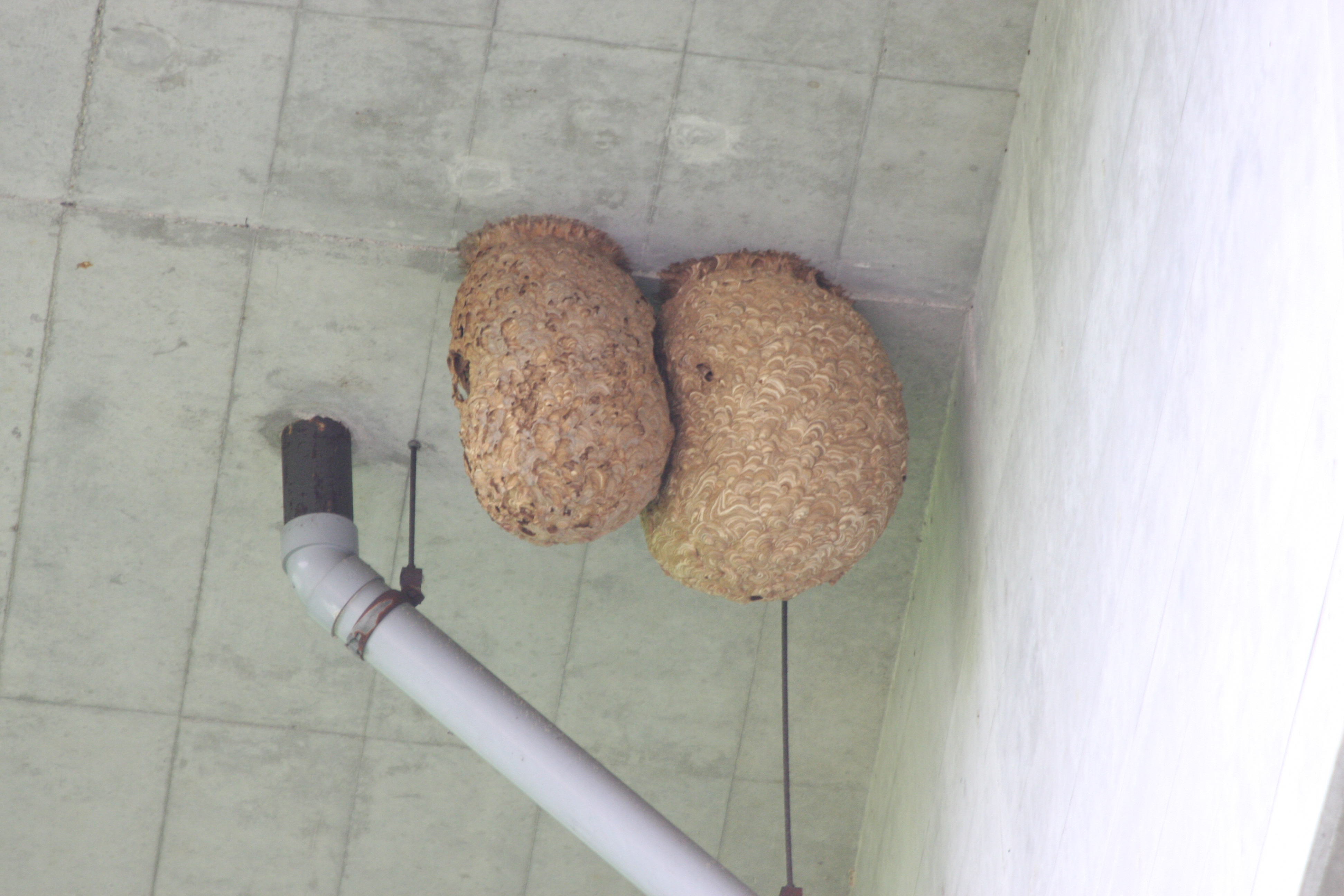
巨大化した2層建のスズメバチの巣（空き巣）

スズメバチの巣は、基本的にはアシナガバチのそれに似たものである。材料は枯れ木からかじり取った木の繊維を唾液のタンパク質などで固めたもので、一種の紙のようなものである。この材料を使って管を作ったものが巣の構成単位で、その中に卵を産み、幼虫が孵化し成長するにつれ部屋を拡大延長する。幼虫がさなぎになると蓋をされ、羽化して成虫が脱出すると巣の役目は終了する。
このような巣を平面的に外側へ追加して、円盤状になったもの（巣盤と呼ぶ）を柄をもって木の枝などからぶら下げたものがアシナガバチの巣であるが、スズメバチの場合、この巣盤の周りを同じ材質でできた外被と呼ばれるもので覆う:52。外被は保温材としての働きの他、アリなどを防ぐ防壁としての機能がある。外被を作らないアシナガバチでは、巣の柄の部分にアリが避ける物質を塗りこれを防ぐ。このように外被のある構造なので、スズメバチの巣は出入り口が一つであり、巣の形からも他のハチと見分けることが可能である。
女王蜂が最初に作る巣には、働き蜂が誕生して大きく成長した巣には見られない特徴が見られることがしばしばある。例えばコガタスズメバチの初期巣はトックリを逆さにぶら下げたような形をしており、口の部分が出入り口になっていたり、クロスズメバチ類などでは巣の基質への付着部がねじれた三角形の板になっていて弾力で衝撃を吸収するようになっている。こうした初期の巣固有の特徴も、働きバチの誕生に伴い巣が拡張されると失われていく。
巣盤はアシナガバチのような1段ではなく、その下に新たに追加され、数段の巣盤が互いに柱で結びついた形となり、外被も球形になってゆく。囲いは巣材を採集する働き蜂の個体ごとに、異なる枯れ木や朽木、樹皮などの採取場所を持つ。同じ個体は同じ場所から繰り返し材料を持ち帰ることが多い。材料はアゴで食いちぎり、唾液と混ぜて数ミリメートルのボールにして持ち帰ると、ボールの一部ずつを魚のうろこが成長するように塗ってゆく。作業をする個体ごとに持ち帰る材料が異なるため、巣は色違いのうろこ模様に彩られる:51。
大きなものでは一抱えもあるようなサイズとなる。この外被は働き蜂の造巣活動によって次第に皿状に湾曲したうろこを重ねたように空隙を抱えながら厚くなっていき、優れた保温効果を持つようになる。さらに、働き蜂は、ある程度厚くなった外被の内側の巣材を削り取ってさらにタンパク質などを含んだ唾液で練り直し、より強靭な巣盤の材料として内部の営巣部の拡張を行う。
多段式に重なる巣盤を結合する支柱はさらに強度を要する。幼虫がさなぎになるときに口から絹糸を吐いて巣室をふさぎ、繭を形成するが、支柱の建設に携わる働き蜂は、さなぎが羽化した後に不用になったこの繭の絹糸をかみ砕いてほぐし、内側から削り取った外被と唾液と練り混ぜて、支柱の素材とする。
こうして次世代の新女王蜂や雄蜂が養育される時期には巣は巨大なものに成長するが、日本のような温帯では、秋の終わりになると巣外で交尾し越冬する新女王蜂を除き全てのハチが死に絶えるので、巣は空き家となる。
ただしこれは日本の場合であり、冬のない熱帯地方では1つの巣に数十匹の女王、数百万匹の働き蜂を抱える巨大な巣に成長する場合もある。長年、学者の間でもスズメバチは単雌で巣を作ると信じられていたが、1980年代の松浦誠などの研究により、多雌の巣があることが明らかになった:126:183。非常に稀な例であるが、温帯でもキイロスズメバチの2匹の雌によるコロニーが見つかることがある:182。

## 毒
スズメバチ類は強力な毒を持つものが多く、他者への攻撃性も高い非常に危険な蜂である。他のハチと同様に、毒針、毒嚢、毒腺は生殖器が変化した物で、刺すのは雌だけである。女王蜂も毒針こそ持つものの攻撃性は低く、刺すことはほとんどない。雄は毒針を持たないので刺すことは無いが、威嚇のため刺す姿勢だけは取る:48

### 毒針の構造
毒針は、鋸状の細かい刃が密生した2枚の尖針が刺針の外側を覆うという構造をしており、この尖針が交互に動くことにより、皮膚のコラーゲン繊維を切断しながら刺さっていく。ミツバチと違い一度刺しても自身が死ぬことはない。刺針の鋸状の刃は、ミツバチのような「返し」状の粗大なものでなく、皮膚のコラーゲン繊維に引っかかって抜けなくなることはないため、毒液が残っている限り何度でも刺してくる。あまり痛くはない。
また、毒液は刺して注入するだけでなく、空中から散布することもある。散布された毒液は警報フェロモンの働きをし、仲間を集めて攻撃を誘発させるため、集団で襲ってくる。特別な装備がなければ早急にその場から離れるのが望ましい。病院にいって手術する場合もある。
防護服を着ていても針が貫通し刺される場合がある他、呼吸孔から顔へ毒液を飛ばす場合もある。目に入ると失明する他、皮膚に触れると炎症を起こす。

### 成分とメカニズム
毒液は様々な微量の生理活性物質の複雑な混合物であり、別名「毒のカクテル」と呼ばれる。各成分の比率や組成は、種毎に異なっている。
- ヒスタミン - 炎症作用を持つ
- 神経毒（セロトニン、アセチルコリン）- 量が多いと呼吸不全や心肺停止の原因となる
- ペプチド（ホーネットキニン、マストパラン、マンダラトキシン、ベスパキニン） - アナフィラキシーショックの原因となる
- タンパク質（細胞膜を分解するホスホリパーゼ、タンパク質を分解するプロテアーゼ） - これもアナフィラキシーショックの原因となる

これらの毒物質の多くは人を含む動物の免疫系や神経系に関係した情報伝達物質でもあり、毒液に含まれる動物組織の構成物質を分解する酵素によって消化、破壊された組織を通じて、速やかに皮下組織に拡散、さらには血管系を通じて全身を巡り、免疫系や神経系の情報処理機構を攪乱。それによって激しい痛みや免疫系の混乱による急性アレルギー反応（アナフィラキシーショック）などを引き起こす。よって、刺された場合には、ごくまれではあるが、アナフィラキシーショックにより、蕁麻疹のように赤く腫れる場合がある。(実際に、アナフィラキシーショックによって引き起こされる蕁麻疹もあり、魚などのヒスタミンに反応して起こる場合がある。だが、スズメバチの毒との関連性は不明である。)
スズメバチの毒は刺されて体内に入ると毒であり、一方で経口摂取した場合は無毒であることが明らかになっているがそのメカニズムは未だ解明されていない。

### 刺されないための対応
- 見かけたら、身体の黒い部分を隠しながらゆっくりとしゃがみ、ハチが去るのを待つ

スズメバチ類は巣や縄張りの強い防衛行動をもつため、巣や縄張りに見張りをしている偵察バチがいる。10m以内に近づくと巣に近づく者に対して敵かどうかを見定めるため、警戒行動をとり接近者の周囲をまとわりつく。見かけたら即黒いもの（黒髪など）を隠しながらゆっくりとしゃがみ、ハチが去っていくまで待機する。
また一部は好戦的な性格であるため、攻撃目的で刺してくることもある。蜂の接近に驚いて声高に騒いだり、はたき落そうとしたりすると、却って蜂が興奮して危険度が増す。とくにハチは左右の動きに敏感で、逆に上下の動きが苦手であるため、左右に動かず、上下に動くように心がけたい。
興奮したオオスズメバチは非常に好戦的であるが故に余計に危険な存在となり、人を毒針で刺しにかかったり、また毒液を噴射する。毒液には、ハチが仲間に「敵が襲来しに来た」という警戒フェロモンが含まれており、それを察知した働き蜂の仲間たちが巣を守ろうと一斉に襲い掛かる。スズメバチは対象が巣に近づいたり睨み合ったりなどすると、ホバリング（同じ場所に留まって羽ばたいている状態）しながら、左右の大顎を噛み合わせて打ち鳴らし、「カチカチ」という最終警告の警戒音で威嚇する。だがその多くは非常に小さい音であり、耳を澄まさねば聞こえないほどかすかなものであるため、音の有無を問わず見かけたら、即黒い部分を隠しながらゆっくりとしゃがむ。
ただし、オオスズメバチやキイロスズメバチは巣への接近者に対し、警戒音を出すことなく突然攻撃してくる場合も多く、状況によらず巣に近寄るのは大変危険である。特にオオスズメバチは、他のスズメバチ類が基本的に自らの巣のみを防衛するのに対し、成虫の餌となるクヌギなどの樹液の浸出部を同じ巣のメンバーで占拠した場合、自らの巣と同様に防衛行動の対象とすることがある。また秋季には、集団攻撃によってミツバチや他種のスズメバチの巣を襲撃し、反撃するその成虫を根絶やしにした後、それらの巣から幼虫やさなぎを自分たちの幼虫の餌として搬出するという行動をとるが、行動中はそれらの巣もまた自らの巣と同様に防衛行動の対象とするので、危険である。
オオスズメバチが他種のスズメバチの巣を襲う秋季（特に9月以降）も、多くのスズメバチ類がオオスズメバチへの警戒態勢を強めて巣の防衛行動をより一層強く活性化させていることから、注意を要する。だが、雨風を凌げる日当り良好の温暖な地点では、たとえ12月でもスズメバチの活動が活発であることもあり、クリスマスシーズンに高速道路高架下の建造物で巣が観測された例もあるため、冬季に入っても油断するのは禁物である。
- 日中は「黒」、夜は「白」に注意

日中、黒色はスズメバチを興奮させるおそれがある。またハチの視界は白黒であるため、暗い色もハチにとっては黒と認識することがある。着用品は白っぽい色にまとめ、黒髪はヘルメットや帽子で隠し、鞄、靴、スマートフォンやカメラ、キャンプ用品などグッズの色にも注意したい（白、黄、銀色が比較的安全な色とされている）。ハチが黒に興奮する理由は、天敵となりうるヒトを成虫が攻撃して巣内のサナギや幼虫を保護するためと考えられている。
スマトラのヤミスズメバチは人の目を狙って刺しにくることが多く、刺された場合には失明することも多い:18ため、目への攻撃にも十分に気をつけておきたい。
ただし、興奮したスズメバチは、動いている白色と止まっている黒ならば、動く白を狙うため、ばったりスズメバチと遭遇してしまった場合は、ゆっくりとしゃがみ込んで、石のように動かずハチが通り過ぎてゆくのを待たねばならない。
また、夜間スズメバチはあまり活動しておらず、対峙する機会も少ないが、逆に夜間は白がスズメバチの目に認識されるため、夜間は黒っぽい服装をした方が安全である。
- ヒラヒラしない装いをする

スズメバチは動くものに敏感であるため、衣類や小物、ヘアスタイルがヒラヒラ・ユラユラと動くものは、リスクを伴いやすい。
- 気をつけたい「におい」

ハチは匂いに敏感であり、ハイキングへ向かうリュックサックの中の弁当の匂いにも反応するほどである。とくに香水、甘い香料の衣料用洗剤・柔軟剤・化粧品・シャンプー・整髪料には、しばしばスズメバチ類の警報フェロモンと同じ物質が含まれているため、使用を控えたい。特に多くの果物にも含まれている2-ペンタノールは、オオスズメバチの場合最も活性が強いとされている。弁当は具材を冷ましたあと、密閉容器に詰めるなど、弁当の匂い漏れ対策にも留意したい。
- 「食べ残し」「飲み残し」を放置しない

またバーベキュー等アウトドアでの飲食する場合に散見されるのは、飲み残しや飲んでいる最中に一時手を離して放置された清涼飲料水やアルコール飲料の缶内にスズメバチが潜り込み、再度飲もうとするときなどに口などを刺される事故である。スズメバチは成虫の活動に必要な糖分を求めてビールや缶チューハイと呼ばれる一連のアルコール飲料や、各種清涼飲料水に誘引されるので、飲まないときはクーラーボックスにしまう、飲み終わった缶は水ですすぐ、缶入り飲料を避けるなどスズメバチを寄せ付けないよう注意を払う必要がある。
- 目を合わせない

スズメバチを睨みつけるとケンカを売っているものとみなされ襲ってくることがある。巣やスズメバチの縄張りなどから離れるときは目を合わせないように注意する必要がある。
- 屋内にてスズメバチを見かけたら

屋内においてスズメバチが1匹程度飛び回っている場合は、むやみに手で振り払ったり直接強く握ったりしない限り、刺されることはまずないといってよい。人間の身体に接近して飛び回るのは興味本位からの警戒行動であり、積極的な攻撃に移る可能性は非常に低いのだが、身体の大きさや羽音に驚いて手を出して刺激してしまうことがハチ被害の主な原因となっている（近年都会でヒメスズメバチのオス蜂が単独で探索行動をし、マンションなどの屋内に飛来する事例が増えているが、オスには毒針が無いため刺される心配はない）。
蝿や蚊などのスプレー式殺虫剤で駆除することも可能だが、ハチには効きにくく、却って激しく飛び回るので、数秒間ある程度の距離（1-2m）をとり、直接数秒間噴霧した直後は室内を完全に締め切り、弱って動きが全くなくなるまで現場を離れることで被害を大幅に防ぐことが可能である。もし、襲って来たら、姿勢を低くする。また、スズメバチは花の香りの成分である2-フェニルエタノールおよびその誘導体を忌避する。
ハチは毒針を上向きにして仰向けで死んでいることが多く、たとえ死体が腹部のみであっても触ると反応して刺してくることがあるため、注意して扱う必要がある。

#### 巣の駆除
防護服や装備を着用した上、夜間ハチの活性が低下した状態で煙幕や強力な殺虫剤を併用し、巣ごと取り去る。
経験のない一般人による巣の駆除は危険であるため駆除専門の業者に依頼するのが原則である。自治体によってはスズメバチの駆除費用は自治体負担で請け負ったり、防護服の貸し出しを行っていたりする場合がある。巣が大きいほど殺虫剤の必要量も多くなるため、特に、風通しが悪い場所では人間側も殺虫剤を吸引しすぎないように注意しなければいけない。
焼却による駆除法に関して、2013年9月7日には、巣を火でいぶして駆除しようとしたためにその火が家屋に燃え移り、火災になったという事例も発生している。
高圧放水やゴム弾により巣ごと破壊する試みもあるが一般的ではない。また、巣の材料やスズメバチの毒液などが飛散し、付近を汚す可能性もある。
養蜂家の間では、清涼飲料水と酒を混ぜた液体を入れたペットボトルによるトラップや、ネズミ取り用の大型粘着シートで効率的に駆除出来ることが知られている。
2020年には、エサを巣に持ち帰らせて全滅させる殺虫剤が発売、また2021年には、ダスキンによりドローンを活用したハチの巣駆除技術の実証実験が開始され、2023年10月よりサービスを開始する。

### 刺された場合の対処法
近くに巣がありスズメバチの毒液のにおいに誘引されて仲間の蜂も集まってくる危険性があるので、まずはその場所から離れて応急処置を行う。

#### 応急処置
- 医師から処方を受けるなどの方法で事前にアドレナリンを主剤とした自己注射薬のアドレナリン製剤（エピペン）を入手している場合は、これを用いることによって一時的にアナフィラキシーショックの症状を緩和することが出来る。ただし、これも補助的な役割を果たすだけに過ぎない。
- 傷口を強く絞ったり吸引器を用いる方法で毒液を体内から外に出す。この際、口で毒液を吸い出してはならない（口に傷があった場合、そこから毒が染み込む可能性があるため）[29]。
- 傷口を流水ですすぐ（患部の冷却と毒液の排出のため）[29]。

#### 医師による治療の例
- 神経毒への対処：酸素吸入、強心剤、昇圧剤、利尿剤の投与。
- アレルギー症状への対処：アドレナリンの筋注、抗ヒスタミン剤[29]、副腎皮質ホルモン剤、ステロイド[29]の投与。
- 刺傷部位への対処：抗ヒスタミンクリーム (Antihistamine Cream) や、ヒドロコルチゾンクリーム (Hydrocortisone Cream) などの副腎皮質ホルモン剤ステロイド外用薬の塗布。

日本国の平成15年人口動態統計では24人がスズメバチによる刺傷で死亡している。これは熊による死者数の数倍で、有毒生物による生物種類別犠牲者数では最も多い。死因はアナフィラキシーによるショック死が主で、毒液の直接作用によるものは少ないとされる。多量のハチ毒注入による直接作用もアナフィラキシー様反応が起き、アナフィラキシーとして扱う場合がある。
刺されると、直後から非常に強い痛み、数分後には患部の炎症と腫れ、体温の上昇等の症状が起こる。またハチ毒の中には神経毒の成分も含まれるため、一度に大量のハチに刺され、注入された毒の量が多いとハチ毒そのものが原因で麻痺が起き、やがて呼吸不全や心停止に至る。特に数百匹単位での集団攻撃を受けるとひとたまりもなく瞬時に死に至ることもある。
刺された場合は、更に集団で襲われることがあるので、スズメバチの攻撃行動をより刺激する危険のある大きな身振りを控えつつ、速やかにその場から離れる。そして、患部を冷やしながら出来るだけ早く病院に行くべきである。毒液が目にはいると最悪の場合角膜の潰瘍を引き起こし失明するおそれがあるので、すぐに水で目をすすぎ病院で治療を受ける必要がある。過去に刺されたことがある場合は、たとえ前回大事に至らなくても短時間でアナフィラキシーショックを起こす可能性が高くなり、場合によっては死に至ることもあるので非常に危険である。アナフィラキシーショックを起こしている場合は、気道内の浮腫や大量の分泌物による閉塞により呼吸困難に陥り死亡する。刺されてから1時間以内の死亡例が多く報告されている。
以下の場合は、直ちに救急車等で病院へ向かう。
- 発疹、頭痛、気分が悪い、吐き気等の症状が出た場合や数十分以内に症状が出た場合。
- 顔がほてり、目が痒く、涙が出て目がイガイガして呼吸が苦しくなる場合。
- 目を刺された場合。
- 以前ハチに刺され、発疹や吐き気等の症状が出た者が再度刺された場合。
- 沢山刺された場合（首、頭、顔、心臓に近い所は特に注意）。
- 刺された部分以外の皮膚に痒い赤み、蚯蚓腫れが出る場合。

抗ヒスタミン剤やステロイド系抗炎症薬を含む軟膏があれば、それを塗るのもよい。
なお、俗に言われる「ハチの毒にはアンモニアが効く＝アンモニアが含まれる尿をかけるといい」というのは迷信である。これは、同じハチ目であるハチとアリの毒液成分の分析がまだ十分でなかった時代に、例外的に刺針を有しないヤマアリ亜科のアリが、ギ酸を大量に含む毒液を水鉄砲のように飛ばして敵を攻撃することが知られていたことから、他のハチ目の毒の主成分も同じであろうと拡大解釈したことによる誤解と考えられる。ヤマアリ亜科以外のハチ目の毒にはギ酸は含まれておらず、アンモニアによる中和効果は期待出来ない。そもそも、ヒトの尿に含まれる窒素排泄物は尿素であり、これを腐敗させて尿素を分解しない限りアンモニアを得ることはできない。
とりわけ、森林組合員や電気事業設備従事者、林野事業事務職員にハチ刺傷による全身症状出現歴が高く、アドレナリン自己注射薬の携帯が求められる。

## 利用

### 生物農薬
生物を農薬の代わりにした害虫駆除への利用が研究されている。スズメバチの利用法のひとつは、成虫が幼虫の餌として大量の昆虫を捕獲し、その中に害虫も多く含まれる性質を利用した、害虫駆除の益虫としての利用である。人を襲うことのないスズメバチがメキシコで害虫退治に使われたことがあった。日本でも一部の地方自治体で、駆除依頼で都市部の住宅地などから捕獲したスズメバチ類の巣を庁舎屋上に設置した巣箱で飼育して維持しつつ、人に危害が及ばないように森林公園の害虫駆除に活用しているケースがある。
茶の栽培地において、クロスズメバチ類は茶の害虫を抑制し減農薬に役立つ益虫である。そのため、大産地の静岡県の一部では、クロスズメバチの幼虫やさなぎを食べる習慣が盛んな長野県からの越境採集者に対して、捕獲禁止を訴えている。

### 食用
他の利用法は主に食用である。長野県の伊那谷地方を中心に、クロスズメバチ類（地方名スガレ）の幼虫、さなぎを食用にすることが他地方でもよく知られるが、実際には同地方ではさらに大型のキイロスズメバチなどの幼虫、さなぎの巣の捕獲、食用も盛んに行われている。また岐阜県の恵那市・中津川市などの東濃地方では、クロスズメバチの幼虫を「へぼ」と呼び、「へぼ飯」と呼ばれる炊き込み御飯にして食べる習慣がある。甘露煮にした瓶詰も作られて販売されている。
こうした食習慣は日本国内ではその他に九州の熊本県、大分県、鹿児島県、宮崎県にまたがる九州脊梁山地でも盛んであり、この地方では特に大型の幼虫が得られるオオスズメバチを好んで採集する習慣も根強い。
収獲方法としては、殺したアカトンボ類、小さく切った鶏肉やカエルの足の肉を置いて働き蜂に肉団子を作らせ、肉団子の処理過程に巧みに介入してこより状にした真綿を肉団子やハチの胴に絡ませて目立つようにし、その働き蜂を追跡して営巣場所を突き止める蜂追いが行われる。これは、エサを肉団子にしている間は他の物に興味を示さない習性を利用したものである。一方最近では、天然で大きく育った巣を採集するのではなく、営巣初期のまだ若い小さな巣を採集し、人家の庭先で巣箱に収容して川魚の肉などを与えることで、より多くの幼虫やさなぎを収めた大きな巣を得ることも盛んになっている。また、軒下に形成された巨大なキイロスズメバチの巣に対しては、防護服を着用した上で、業務用の強力な掃除機で攻撃してくる成虫を全て吸い込み、巣を採集する人もいる。
巣の採集の際は、線香花火などの比較的穏やかに燃焼する黒色火薬の煙を吹き付けて働き蜂の攻撃を封じ、巣を崩して幼虫やさなぎを採取している。この地方ではこうした巣の採集が盛んなため、専用に硫黄分を多くした黒色火薬製品である煙硝（はちとり煙幕）が市販されている。
また、最近では地方特有の食文化というだけはなく、多種のアミノ酸が含まれていることなどが着目され、成分を抽出したサプリメントなどにも注目が集まっている。
日本国外では大型のスズメバチ類の種多様性が最も高い中国の雲南省でもスズメバチ類の幼虫、さなぎに対する食習慣が非常に盛んであり:64、最近の経済開放政策に伴う盛んな商品化のための乱獲が懸念されるほどである。雲南では、成虫も素揚げにして塩をまぶし、おかずとして食べる。また、スズメバチ類の個体群密度や巣の規模が大きな熱帯アジア各地にも（例えばミャンマー）、同様の食習慣を有する地方は多い。

### その他

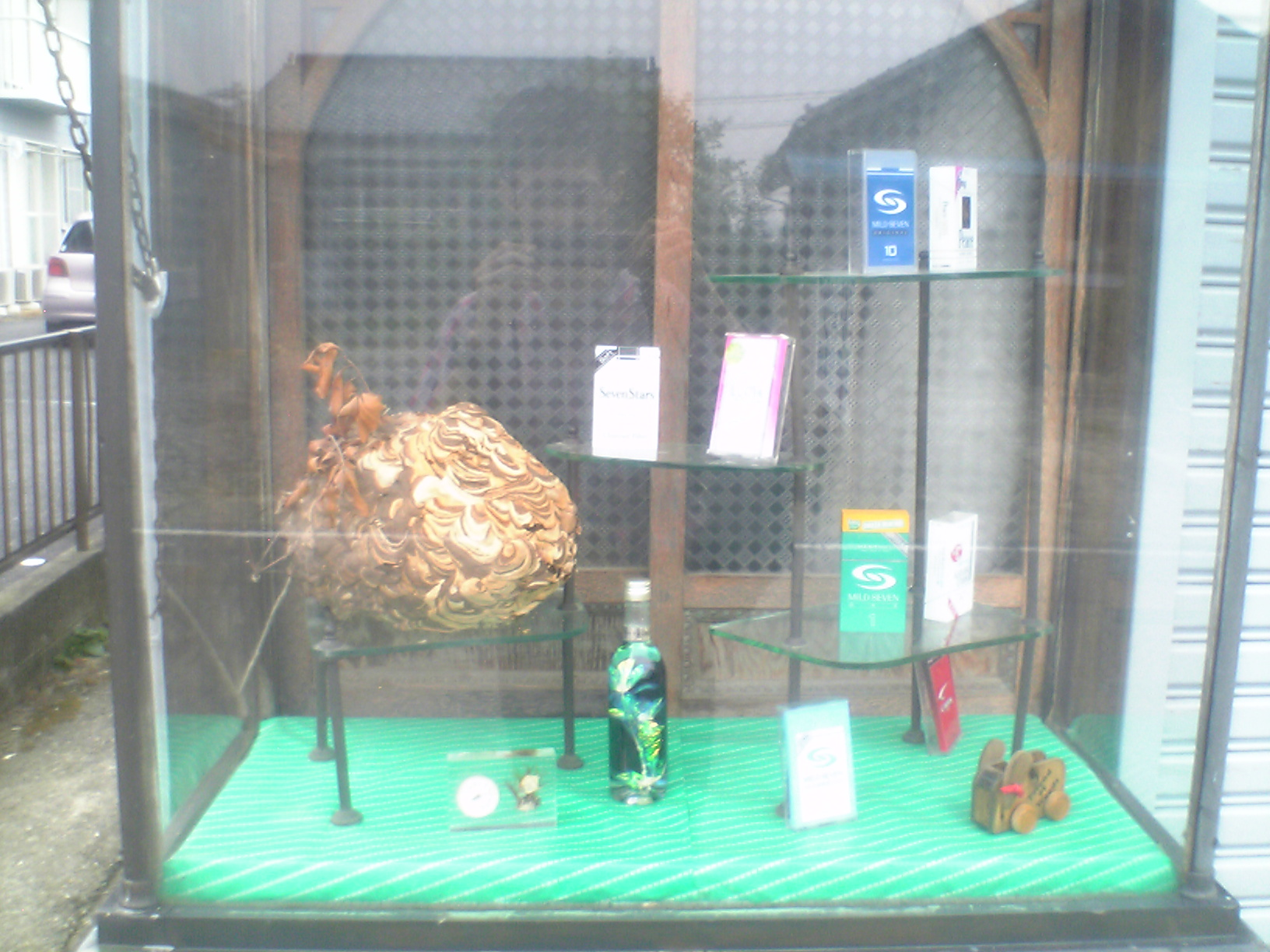
装飾品として展示される巣

薬用としての利用も行われており、漢方では雨つゆに当たったスズメバチの巣を動物性の生薬として露蜂房（ろほうぼう）と呼び、粉末や黒焼にして煎じて用いるか、酒と一緒に服用する。殺菌解毒、鎮痙、鎮静作用があると言われている。先述のように、この巣の成分は粉砕された枯れ木や朽木に多量のスズメバチ成虫の唾液成分が混入され、練り合わされたものであり、これらの中に有効成分としての生理活性物質が含まれる可能性がある。
軒下にキイロスズメバチの巨大な巣が営巣されるのを、山陰地方では「分限者バチ」、三重県北部や岐阜県養老町付近では「オウダイバチ」、地方によっては「長者蜂」と呼ばれ、刺激しないように共存しながら縁起物として尊ぶ風習もある:253。また、地方によってはハチがいなくなったスズメバチの巣を魔除けとして軒先に吊り下げる風習もある。台湾のタイヤル族にもスズメバチに対する信仰があり、頭部を首飾りにして子供のお守りにすることがある:253。
蜂蜜を生産している養蜂家の間では、ミツバチを襲撃しようとするスズメバチ成虫を虫網で捕獲し、生きたまま、蜂蜜や、焼酎などといった酒に漬け込み、蜂蜜漬け、スズメバチ酒を生成している。
蜂蜜漬けの場合、虫網で捕獲したスズメバチ成虫を蜂蜜の入った瓶の中に落とし、溺れている間に毒針を出し、そこから排出される毒が蜂蜜と混ざることによって作られる。疲労回復、体力増進、血行障害改善に効果があるとされており、普通の蜂蜜と同じように使われている。
スズメバチ酒の場合も、蜂蜜漬けと同様、虫網で捕獲したスズメバチ成虫を酒の入ったボトルに落とし、溺れている間に毒針を出し、そこから排出される毒が酒と混ざることによって作られる。疲労回復、美肌効果、生活習慣病の予防に効果があるとされている。この場合、普通の酒と同様に飲まれている。
いずれの場合も科学的根拠は明らかになっていない。

## 主な種類
スズメバチは、スズメバチ属、クロスズメバチ属、ホオナガスズメバチ属、ヤミスズメバチ属の4グループに分かれる。日本には、このうちヤミスズメバチ属を除く3属16種のスズメバチが生息している。

### オオスズメバチ
オオスズメバチ（大雀蜂、英名:northern giant hornet、学名：Vespa mandarinia japonica）はスズメバチ類の中で最も大型のハチ（世界最大の蜂）で、体長は女王バチが45-50mm、働きバチが28-40mm、オスバチが35-40mm。東アジア、及び日本の北海道から九州に分布しており、南限は屋久島、種子島近辺まで生息している。食性は幅広く、成虫、幼虫含む主に小中の様々な種類の昆虫を捕食し、スズメガなどの大型のイモムシ等を捕らえる場合もある。秋には餌が減少する反面、多くの新女王バチと雄バチを養育するための負担が増大するために凶暴性を増し、返り討ちに遭う危険を冒しつつも、時に集団でカマキリといった大型肉食昆虫を襲うケースが増える。またミツバチや他種のスズメバチといった巨大なコロニーを形成する社会性のハチの巣を襲い幼虫や蛹を略奪する。非常に獰猛で攻撃性が強い上、土中や樹洞などの閉鎖空間に営巣するため、巣の存在に気付かずに接近して攻撃を受けることがある。

### ヒメスズメバチ
ヒメスズメバチ（姫雀蜂、Vespa ducalis）は、オオスズメバチに次ぐ大型のスズメバチで、体長は24-40mm。尾部が黒いことから他種のスズメバチと区別が付けられる。都会でもよく見られるスズメバチだが、攻撃性は大型のスズメバチ属の中で最も弱く:70、毒性もそれほど強くない（ただし威嚇性は強く、巣に近づくと侵入者の周りをまとわりつくように飛び回る）。土中、樹洞、屋根裏等の閉鎖空間に巣を作るが、営巣規模は他のスズメバチに比べはるかに小さく、働きバチの数は全盛期でも数十匹程度:70である。一般的なスズメバチは、サイズが女王蜂>オス蜂>働き蜂の順だが、ヒメスズメバチには特に差は見られない。
ヒメスズメバチの幼虫は基本的にアシナガバチ類のさなぎや幼虫のみを餌とするため、成虫はアシナガバチの巣を襲って幼虫やさなぎを狩る。このとき、他のスズメバチ類のように筋肉部分だけを切り取って肉団子にするのではなく、噛み砕いた獲物の体液を嗉嚢（そのう）に収めて巣に持ち帰り幼虫に与える。また、キイロスズメバチやコガタスズメバチなどの巣を襲ってそれらの幼虫やさなぎを狩る様子も観察されている。
獲物となるアシナガバチ類の繁殖可能期間が短く、巣の規模も個体群密度もそれほど高くならない日本のような温帯では、上述のように非常に小規模の巣しか形成出来ず、貴重な少数の働き蜂の消耗を防がざるを得ないため攻撃性も著しく低い。一方、一年中アシナガバチ類が繁殖するため巣の規模や個体群密度が日本より大きな熱帯アジアでは、ヒメスズメバチの巣の規模も著しく大きくなり、攻撃性も他のスズメバチ類と同様に高くなることが知られている。

### キイロスズメバチ

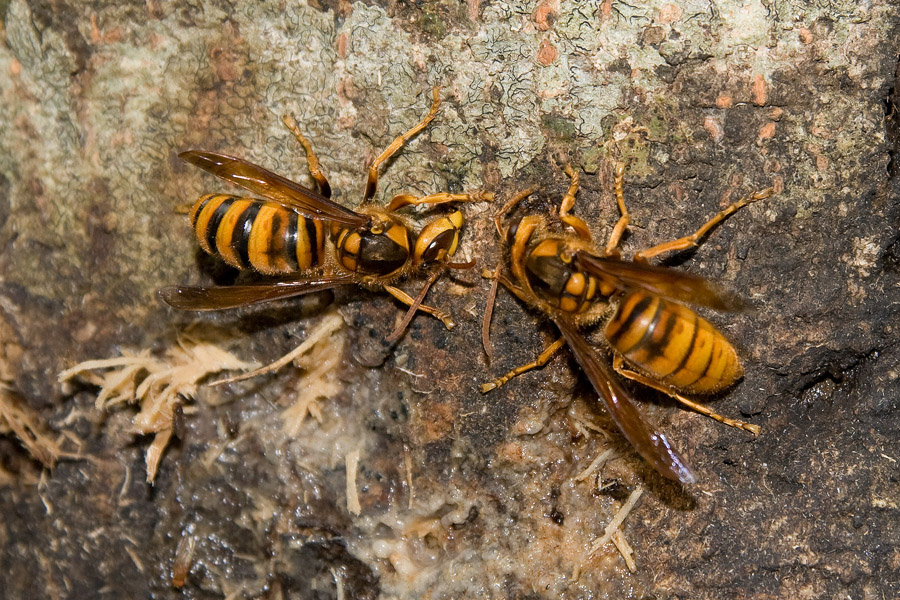
樹液に集まるキイロスズメバチ（2011年8月、神奈川県山北町）

キイロスズメバチ（黄色雀蜂、英: Japanese yellow hornet、学名：Vespa simillima xanthoptera）は、本州、四国、九州や朝鮮半島（済州島）に分布する。北海道以北に分布するケブカスズメバチ（毛深雀蜂、Vespa simillima simillima）の亜種とされる。体長は女王バチが25-30mm, 働きバチが16-24mm, オスバチが28mmで、日本に広く分布する5種のスズメバチ属のハチの中では最も小型である。日本に生息するスズメバチとしては営巣規模が最も大きく、大きな巣は直径1メートル近く、ハチの数も1000匹に達することもある。営巣初期には屋根裏や樹洞のような閉鎖空間に巣を作るが、巣が大きくなってスペースに余裕がなくなると、別の場所へ引越しして再営巣する習性がある。そのため、結果的には閉鎖空間だけでなく人家の軒下や木の枝といった開放空間まで、様々な場所で巣がみられる。攻撃性がかなり強い上に都市部での生活によく適応しているため、日本では被害例が多いハチである。

### コガタスズメバチ
コガタスズメバチ（小形雀蜂、Vespa analis）は、スズメバチ属の主な5種の中では中型のハチである。成虫はオオスズメバチと非常によく似た外見と体格をしており、サイズが拮抗した個体では見分けは困難である。その際は頭部の形状の差異と繊毛の長さで見分けるケースが多い。体長は女王バチが25-30mm、働きバチが22-30mm、 オスバチが23-25mm。中型以下の昆虫を餌とする。木の枝、植え込み、軒下等の開放空間に巣を作る。巣は女王バチが単独で巣作りをしている初期段階では徳利やフラスコを逆さに吊り下げたような形状をしており（このためトックリバチの巣と間違えられることがある）、働きバチが羽化してくると徳利の首の部分が噛み破られてボール状に変化していく特徴がある。特に他の蜂のよく集まる虫媒花で待機し、ハナバチなどを襲って胸部の筋肉を肉団子にし、巣に持ち帰ることが多い。営巣規模は比較的小さく威嚇性・攻撃性もあまり高くないが、巣に直接刺激を与えると激しく反撃してくるため、剪定作業中に巣を刺激して被害に遭うケースがしばしば見られる。このため日本では被害例が多い。営巣場所と餌の種類に柔軟性があるため、キイロスズメバチと並んで都会でよく適応している。

### モンスズメバチ

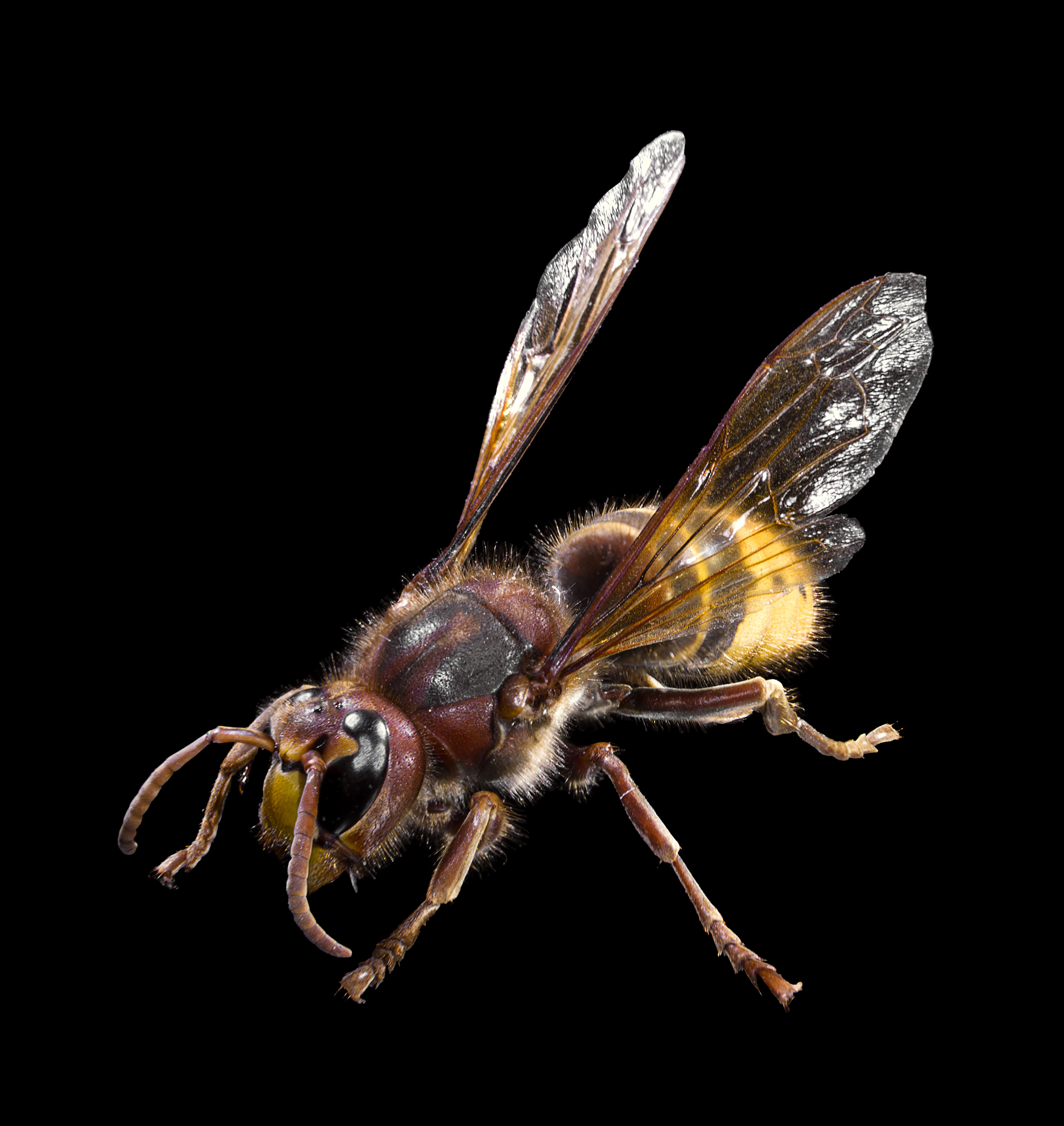
モンスズメバチ

モンスズメバチ（紋雀蜂、英: European hornet、学名：Vespa crabro）は、コガタスズメバチに近い大きさの中型のスズメバチで、体長は女王バチが28-30mm、働きバチとオスバチは21-28mm。ヨーロッパから日本まで幅広く分布している。天井裏や樹洞といった閉鎖空間に外被の下部が大きく開口した巣を作るが、まれに軒下のような開放空間にも営巣する。また、キイロスズメバチの古巣の内部に営巣した例も確認されている。キイロスズメバチと同様、営巣場所が手狭になると引越しする習性があるが、本種は引越し先の巣も閉鎖空間に作る。攻撃性はやや強い。腹部の黄色と黒の縞模様は波形をしており、変異が大きい。
幼虫の主な餌はセミで、その他バッタやトンボなどの大型昆虫も餌にする:161。日本では初夏のハルゼミから初秋のツクツクボウシまで営巣期を通じて多様なセミを狩猟出来る環境でないと生息出来ないため、近年減少している。ヨーロッパにおいて蜂を獲物とする大型のスズメバチはこの種のみである上に、蜂を襲うことも稀であるため、セイヨウミツバチにはスズメバチ類の狩猟に対抗する行動の進化が見られなかったと考えられている。スズメバチ属としては珍しく日没後もしばらく活動するのが特徴。
レッドデータでは情報不足に指定されている。

### チャイロスズメバチ

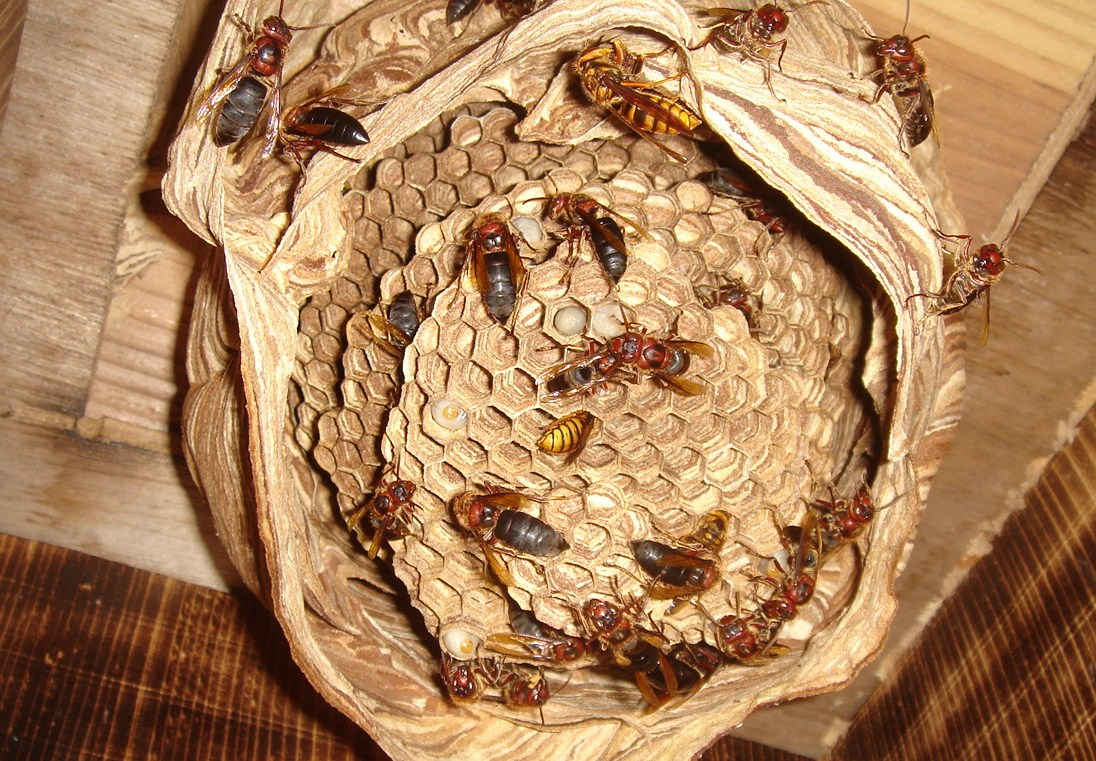
乗っ取ったキイロスズメバチの巣で
営巣するチャイロスズメバチ

チャイロスズメバチ（茶色雀蜂、Vespa dybowskii）は体長17-27mm、全身が黒-茶色の深い色に覆われている。北方系の種で、日本では中部地方以北に生息している。近年、中部以南にも生息地域を広げており、2000年代初頭までに山口県を除く本州全域で生息が確認されている。九州・四国については現時点では未確認。個体数は少ないものの、都市部にも生息域を広げている。
モンスズメバチ、キイロスズメバチ等の巣を乗っ取ることから「社会寄生性スズメバチ」と呼ばれている。他のスズメバチより遅めに越冬から覚めた女王は、女王しかいない他のスズメバチの初期の巣を襲い、相手の女王を刺して殺害する。寄生先を見つけられなかったり、乗っ取りに失敗した女王蜂は自ら営巣することもある。
スズメバチは羽化後最初に接した蜂を自らの仲間だと認識する性質があるためチャイロスズメバチの女王蜂は乗っ取った巣の働き蜂に攻撃されることはない。自らが産卵した働き蜂が羽化するまでの世話や営巣も乗っ取った巣の働き蜂が行う。チャイロスズメバチが乗っ取った巣の働き蜂を排除することはなく2種類の蜂が同じ巣に共存することになる。乗っ取られた巣の働き蜂は寿命や天敵に襲われる等自然減により乗っ取りから2カ月程度で姿を消していく。
発達したキチン質の外皮を持ち、キイロスズメバチは勿論、オオスズメバチの大顎や毒針でも容易には貫通出来ない防御力を有しており、これが乗っ取りの際にも有利となる。
他のスズメバチの巣を乗っ取るスズメバチは、他にヤドリホオナガスズメバチ（Dolichovespula adulterina）とヤドリスズメバチ（Vespula austriaca）が知られているが、こちらは自分の働き蜂を作らない。

### ツマアカスズメバチ
ツマアカスズメバチ（英: Asian hornet、学名：Vespa velutina）は女王は30mm、オスは24mm、働きバチは平均20mmの中型のスズメバチ。全体に黒っぽい体、腹部の先端が赤褐色となる。茂み、低木の中、地中に営巣し、コロニーが大きくなると木の上へ引っ越す。すべての昆虫を捕らえ、ハエ類、ミツバチ類、トンボ類を特に好む。攻撃性は非常に高く、巣に近づいたものは執拗に追跡する。
アフガニスタンからインドネシアにかけてのアジア原産で、中国や台湾にも分布を広げており、2004年以前にフランス、2003年に韓国、2010年にスペイン、2013年に日本（対馬）への侵入が確認された。韓国では養蜂への被害のほか、在来スズメバチを減少させている。

### ツマグロスズメバチ

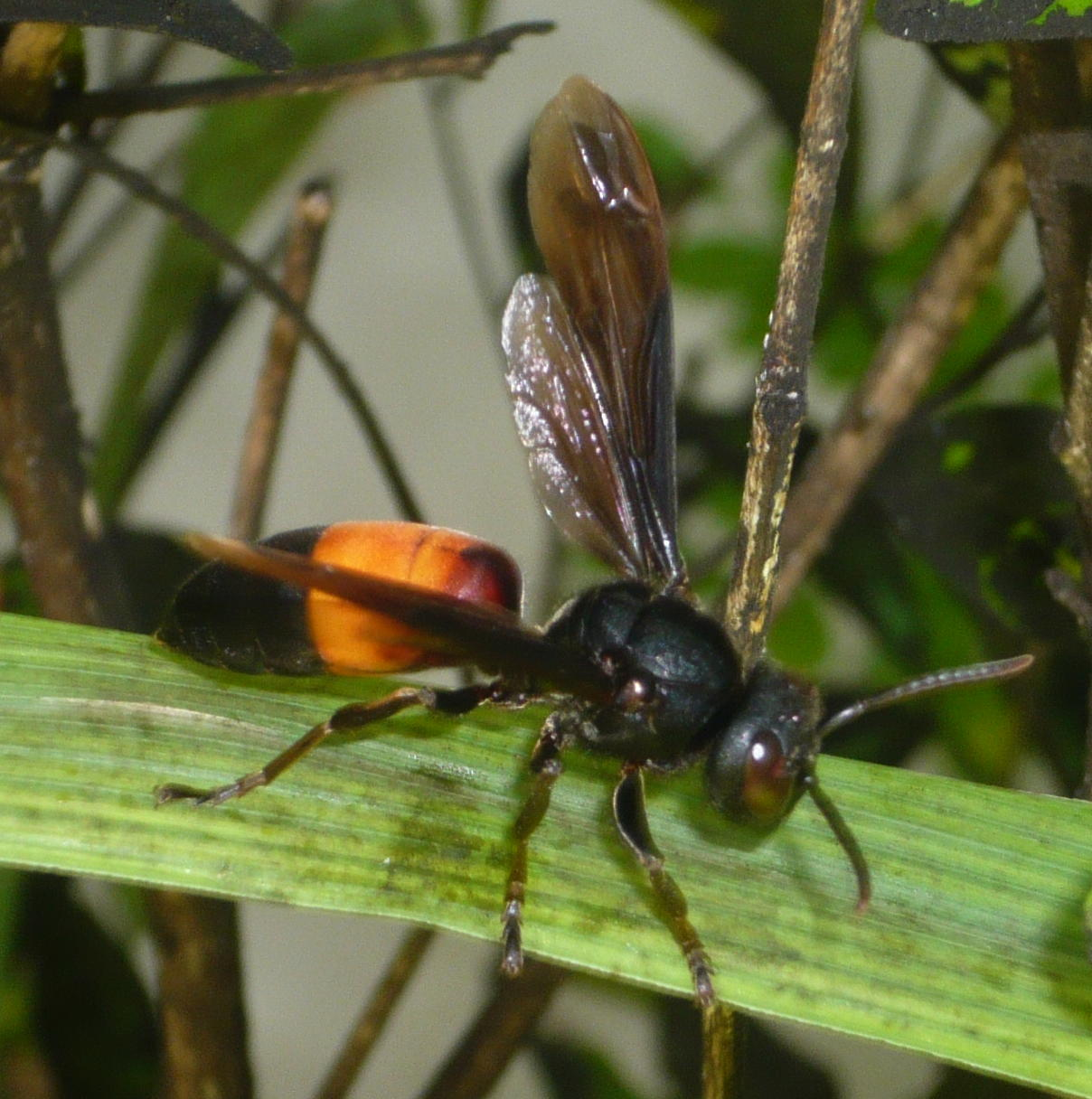
ツマグロスズメバチ

ツマグロスズメバチ（端黒雀蜂、Vespa affinis）は、日本の南西諸島などに生息する。腹部が黄色と黒にはっきり分かれているのが特徴。台風の被害を防ぐため、地面近くに営巣することが多い。営巣初期の巣はコガタスズメバチ同様にフラスコや徳利のような形状であるが、徳利の首の部分はコガタスズメバチほどには発達しない。

### オリエントスズメバチ
オリエントスズメバチ（Vespa orientalis）は、モンスズメバチに外観が非常によく似ているが、腹部が黄色と茶色にはっきりと分かれているところが特徴。
女王蜂の体長は25～35mmで、雄バチや働きバチはそれよりも小さい。オスの触角は13節だが、メスは12節である。
腹の黄色い縞は太陽の光を取り入れ、エネルギーに変換することが出来る。ほとんどのスズメバチ類と違って、強烈な日差しの間に多く活動している。
地中海沿岸でよく見られるが、マダガスカルやインドでも見つけることが出来る。しかしながら、人間の移入のために、その生息地は南アメリカやメキシコまで広がり始めている。

### クロスズメバチ

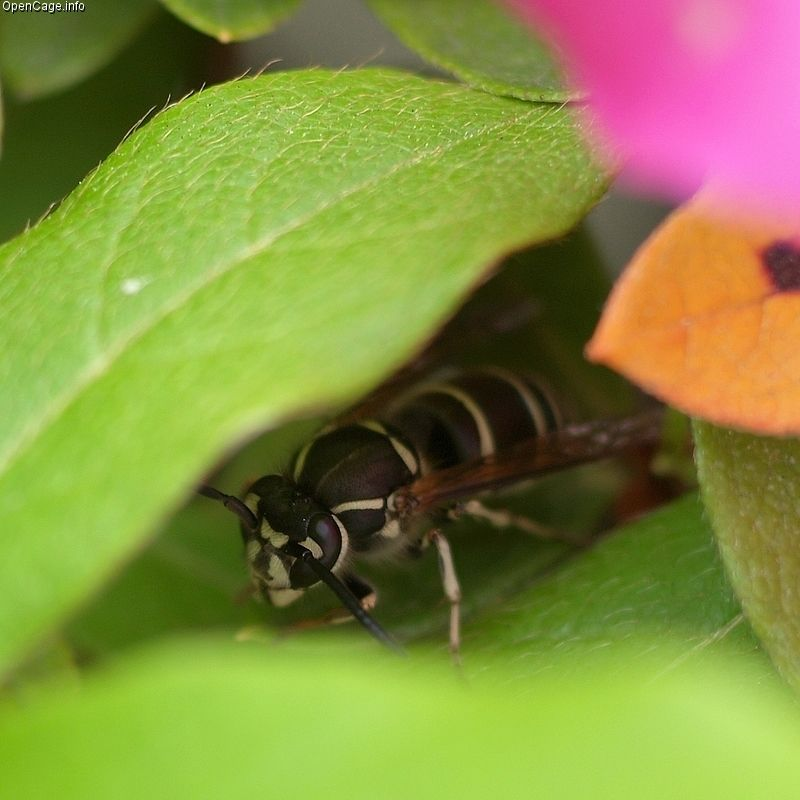
ツツジの葉陰で休むクロスズメバチ

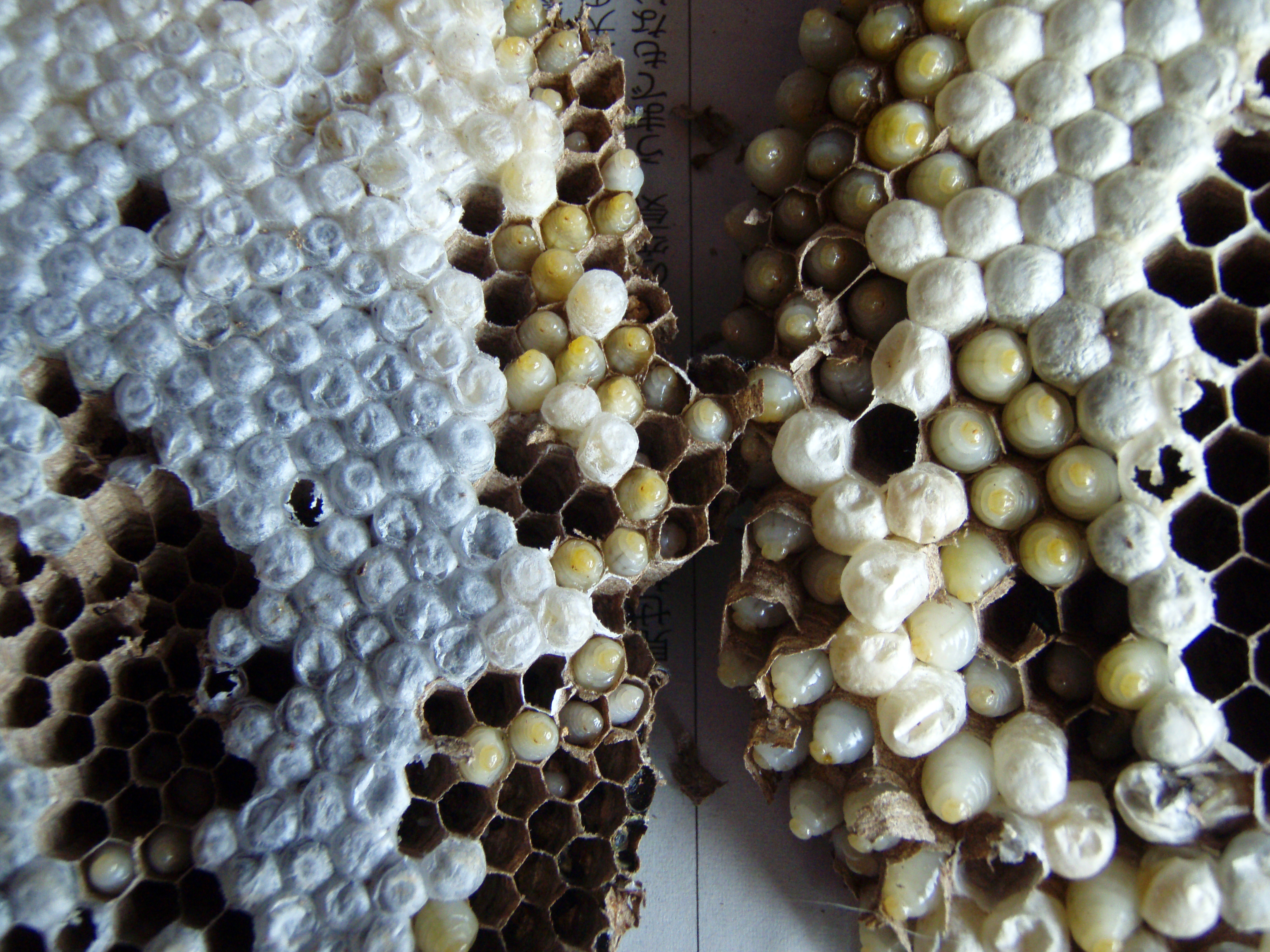
クロスズメバチの働き蜂と親蜂の巣の比較

クロスズメバチ（黒雀蜂、ワスプ、英: Wasp、学名：Vespula flaviceps）は、体長10-18mmのクロスズメバチ属。小型で、全身が黒く、白または淡黄色の横縞模様が特徴である。北海道、本州、四国、九州、佐渡島などに分布。多くは平地の森林や畑、河川の土手等の土中に多層構造の巣を作り、6月ごろから羽化をする。小型の昆虫を餌とし、ハエなどを空中で捕獲することも巧みである。その一方で頻繁に新鮮な動物の死体からも筋肉を切り取って肉団子を作る。食卓上の焼き魚の肉からも肉団子を作ることがある。攻撃性はそれほど高くなく、毒性もそれほど強くはないが、巣の近くを通りかかったり、また缶ジュース等を飲んでいる際に唇を刺される等の報告例がある。
同属で外観が酷似するシダクロスズメバチ (Vespula shidai)は、海抜約300m以上の山林や高地に好んで生息し、クロスズメバチよりもやや大きく、巣は褐色で形成するコロニーもやや大型になることが多い。琉球列島の奄美大島及び加計呂麻島に生息するのはシダクロスズメバチの奄美亜種（アマミクロスズメバチ Vespula shidai amamiana）とされ、営巣活動は冬も継続し２年以上にわたること、また多女王制となることが知られる。一方、従来本属のハチが生息していなかった沖縄島で2021年にアジア大陸産のクロスズメバチ原名亜種が確認され、今後の動向が懸念されている。
クロスズメバチもシダクロスズメバチも日本では地方によってヘボ、ジバチ、タカブ、スガレなどと呼ばれて養殖も行われ、幼虫やさなぎを食用にする。長野県では缶詰にされる。クロスズメバチを伝統的に食用とする地方の一部では「ヘボコンテスト」等と称し、秋の巣の大きさを競う趣味人の大会も行われている。岐阜県でもヘボとして食文化が発達しており、地元の愛好家と恵那農業高校によって恵那市串原にヘボミュージアムが建てられ、「ヘボまつり」が行われている。
近縁種でヨーロッパ原産のヨーロッパクロスズメバチ（ワスプ、英: European wasp、学名：Vespula germanica）は原産地では1年性であるが、ニュージーランドに侵入したものは2年性となっており、コロニーの規模も大きい:49。
他の近縁種にキオビクロスズメバチ（Vespula vulgaris）などがいる。

### キオビホオナガスズメバチ
キオビホオナガスズメバチ（黄帯頬長雀蜂、英: Median wasp、学名：Dolichovespula media）は体長14-22mm、ホオナガスズメバチ属。小型の昆虫を餌とし、樹上に巣を作る。ホオナガスズメバチ属の中では最も攻撃性が高い。ホオナガスズメバチ属のスズメバチは一見クロスズメバチ類に似るが、クロスズメバチ属や大型のスズメバチ属のように、巣材を枯れ木や朽木の木部繊維中心にではなく、アシナガバチ類と同様に枯れ木、枯れ枝の靭皮繊維から採集するため、巣はもろくなく強靭である。なお本州亜種はレッドデータでは情報不足に指定されている。

### ヤミスズメバチ属
ヤミスズメバチ（Provespa属）は、東南アジアに生息する。和名の通り夜行性である。それゆえ、駆除業者が最も苦手としている。上記のスズメバチと違い、ミツバチのように分蜂して繁殖する。